# Bill Berry
Bill Berry (* 31. července 1958) je americký bubeník. Byl zakládajícím členem kapely R.E.M., se kterou hrál 17 let. Kapelu opustil z osobních důvodů v roce 1997 a v současné době se věnuje farmaření.